# Мадалена (филм из 1960)
Мадалена (грч. Μανταλένα) је наслов грчког осећајног, комичног и драматичног мјузикла из 1960. године, у продукцији Финос Филма, са режијом Диноса Димопулоса а рађен је по сценарију Јоргоса Русоса. Главне улоге тумаче: Алиса Вујуклаки, Димитрис Папамихаил и Панделис Зервос. Такође, награђен је на Фестивалу филма у Солуну.

## Радња
Филм започиње када два чамца прелазе од острва Аспронизи до наспрамног острва, док се деца чамџија, Мадалена (Алиса Вујуклаки)  и Ламбис (Димитрис Папамихаил) међусобно препиру. Мадаленин болесни отац (Лаврендис Дијанелос) умире и она се заклиње како неће дозволити да сирочићи (Василис Каилас, Георгија, Хрисо, Корнељо, Параскево и Потито) гладују. Упркос свему, Георгарас (Теодор Моридис) одлучује да не допусти Мадалени да управља чамцем, док истовремено и читаво село гласно негодује, будући да се то сматра мушким послом. У једној сцени, сви улазе у Георгарасов чамац, плашећи се да жена неће успети да исплови, чинећи је тиме да се заинати и својим чамцем их престигне, како би доказала да ипак поседује вештину. Међутим, међу осталима, Мадалена изазива и газду села (Атанасије Џенералис), називајући га магарцем. Завршава чак и у затвору.
Иако већина жели да јој помогне из милости, она то одбија будући да је сувише поносита, док јој се паралелно дугови гомилају, присиљавајући је да прода свог магарца. Отац Фотис (Панделис Зервос), коме је девојка драга, осмишљава план да би јој помогао да стекне углед у селу и да промени став суграђана. План подразумева да током Богојављења Мадалена ухвати Крст. Бацајући Крст близу, гура је у море и она излази са Крстом у руци. Тада свештеник започиње верски проповед сељанима, подстичући их да помогну Мадалени, тврдећи да је то што је једна жена ухватила Крст Божија воља. Следећег пута сви желе да уђу у Мадаленин чамац.
Касније, Мадалена се пита ко јој је у чамцу оставља руже, будући да оне расту само у Георгарасовом врту. Ламбисова сестра (Кети Ламбропулу), којој је Мадалена драга, говори јој из незнања да их оставља њен брат. Мадаленин став према њему се мења, али убрзо схвата да цвеће ипак оставља заштитник села (Атанасије Венгос), мада је већ прекасно, будући да се заљубила у Ламбиса. Касније, Георгарас купује моторни чамац у Атини, што чини Мадалену да се поколеба. Цело село се радује новом чамцу, док је Мадалена сетна пошто зна да ће се њена клијентела сада изгубити. Глад поново узима маха, али она и даље не прихвата милостињу.
Потом Мадалена размишља да као крајње решење прода кућу како би и сама купила моторни чамац. Истовремено, одбија да се уда за Јакумиса (Спирос Калогиру) који је већ дуго проси, само због новца. Судбина међутим игра окрутну игру, и њена кућа гори у пожару изазваном конзолом њеног оца. Затим, како би одржала своју заклетву, пристаје на све што јој предложи отац Фотис: да се ипак уда за Јакумиса. На слављу, Ламбис јој тражи плес и одаје јој колико је воли. Осећајући огромни притисак због свега што се дешава, почиње да плаче и да трчи. На послетку, током веридбе, отац јој помаже поново и уместо да каже Јакумисово име, он изговора Ламбисово. Филм се завршава на језерцету, где је и започео: али овог пута, са две породице уједињене.

## Улоге
| Глумци                  | Улога                     |
| ----------------------- | ------------------------- |
| Алиса Вујуклаки         | Мадалена Харидиму         |
| Димитрис Папамихаил     | Ламбис Јокарис            |
| Панделис Зервос         | Отац Фотис                |
| Теодор Моридис          | Георгарас Јокарис         |
| Јоргос Дамасиотис       | Херакле,начелник полиције |
| Деспо Дијаманду         | Ламбисова мајка           |
| Смаро Стефаниду         | Пипица                    |
| Кети Ламбропулу         | Розина Јокари             |
| Лаврендис Дијанелос     | Космас Харидимос          |
| Атанасије Венгос        | заштитник села            |
| Перикле Христофоридис   | Харисис                   |
| Спирос Калогиру         | Јакумис                   |
| Марија Јанакопулу       | Мадаленина бака           |
| Атанасије Џенералис     | газда села                |
| Марија Метакса          | сељанка                   |
| Панајотис Каравусијанос | сељанин                   |
| Никос Флокас            | сељанин                   |
| Василис Каилас          | Панделакис Харидимос      |

## Продукција
Продукцију филма радио је Финос Филм, управљање продукцијом преузео је Маркос Зеврас, док режију потписује Динос Димопулос. Директор фотографије је Оскаром награђени Волтер Ласали, монтажу је радио Јоргос Цаулис а режисер је Маркос Зеврас. За шминку је био одговоран Ставрос Келесидис. Ово је био први грчки филм који је снимљен са савременим звуком Nagra машина.

## Сценарио
Сценарио припада Јоргосу Русосу, који је радњу засновао на стварним догађајима које је као младић проживео на острву Антипарос.

## Музика
Запис звука је радио Мимис Касиматис, док је музику за филм компоновао Манос Хаџидакис. У филму су присутне познате песме овог грчког композитора међу којима су „Широко море“ и „У овом чамцу“. Ове песме су снимљене међутим са Наном Мусхури и првобитно снимање је завршено са њеним гласом. Пак, чим су се вратили у Атину, њен глас је замењен гласом Алисе Вујуклаки.

## Снимање
Снимање је вршено у главном граду острва Антипарос. Ово је био први грчки филм који је снимњен у целости ван студија. Ово изоловано острво је током снимања живело сасвим у ритму потреба филма, а џипови Финос Филма су први који аутомобили који су стигли на ово острво.

## Зарада
Филм је продао 192.378 карата у Атини и у Пиреју током прве пројекције и заузео је друго место међу 58 грчких филмова у периоду од 1960-61.

## Награде
Филм је награђен са 3 награде на првом Фестивалу филма у Солуну. У његове успехе треба рачунати и учешће на Канском фестивалу 1961. године.
- Награда за најбољи сценарио на Фестивалу филма у Солуну: Јоргос Русос
- Награда за најбољу главну женску улогу на Фестивалу филма у Солуну: Алики Вујуклаки
- Награда за најбољу споредну мушку улогу на Фестивалу филма у Солуну: Панделис Зеврос